# Poison Pen
Albums de Chino XL
I Told You So
(2001) Something Sacred
(2008)
Poison Pen est le troisième album studio de Chino XL, sorti le 17 mars 2006.

## Liste des titres

### Disque 1
| No  | Titre                                      | Contient un (des) sample(s) de             | Durée |
| --- | ------------------------------------------ | ------------------------------------------ | ----- |
| 1.  | Intro                                      |                                            | 0:22  |
| 2.  | Poison Pen                                 |                                            | 4:25  |
| 3.  | Even If It Kills Me                        | Symphonie n° 40 de Wolfgang Amadeus Mozart | 4:01  |
| 4.  | Messiah                                    |                                            | 2:50  |
| 5.  | Wordsmith Intro (Interlude)                |                                            | 1:11  |
| 6.  | Wordsmith                                  |                                            | 5:11  |
| 7.  | Beastin' (featuring Killah Priest)         |                                            | 3:18  |
| 8.  | Skin                                       |                                            | 7:01  |
| 9.  | Don't Fail Me Now (featuring The Beatnuts) |                                            | 4:06  |
| 10. | Our Time (featuring Proof)                 |                                            | 3:41  |
| 11. | B-Boy Intro (Interlude)                    |                                            | 1:09  |
| 12. | B-Boy Gangsta                              |                                            | 4:54  |
| 13. | Talk to You                                |                                            | 4:46  |
| 14. | What You Lookin' at                        |                                            | 4:32  |
| 15. | Can't Change Me Intro                      |                                            | 0:34  |
| 16. | Can't Change Me                            |                                            | 5:10  |
| 17. | All I Wanna Do... (Bout Nuthin') / Nunca   |                                            | 7:52  |

### Disque 2
Le deuxième disque est une version du premier remixée par Mr. Choc. Il contient également une description de chacun des titres par Chino XL.